# نیوهیلم (واشینگتن)
نیوهیلم (به انگلیسی: Newhalem) یک منطقهٔ مسکونی در ایالات متحده آمریکا است که در واشینگتن واقع شده‌است. نیوهیلم ۱۵۶٫۹۷ متر بالاتر از سطح دریا واقع شده‌است.